# アドア (スマッシング・パンプキンズのアルバム)
『アドア』（Adore）はスマッシング・パンプキンズの4枚目のスタジオ・アルバム。1998年にヴァージン・レコードからリリースされた。

## 概要
前作『メロンコリーそして終りのない悲しみ』のツアー中に、ドラマーのジミー・チェンバレンが薬物摂取事件を受けて解雇されたため、正式なドラマーが不在の元で製作された。後にフロントマンのビリー・コーガンはこのアルバムに関して、「バンドの崩壊期」と語っている。
その帰結として、アルバム全体は大半が閑散とした雰囲気のエレクトロニカ、ニュー・ウェイヴ調の楽曲で占められており、『ローリング・ストーン誌』などはこのことについて、「過去を完全に断絶した」と称している。前二作のアルバムと趣を異にする作風に元来のリスナーには距離を置かれ、売り上げも前二作に比べて伸び悩む結果となった。一方で、評論家からは高い評価を受け、グラミー賞の「ベスト・オルタナティヴ・ミュージック・パフォーマンス賞」にノミネートされている。

## 収録曲
- 全曲、作詞：作曲：編曲 / ビリー・コーガン

※日本盤のみ、ボーナストラック「ワンス・イン・ア・ホワイル」(Once in a While)収録。
1. トゥ・シーラ To Sheila - 4:46
2. アヴァ・アドア Ava Adore - 4:21
3. パーフェクト Perfect - 3:23
4. ダフニ・ディセンズ Daphne Descends - 4:39
5. ワンス・アポン・ア・タイム Once Upon a Time - 4:06
6. テア Tear - 5:53
7. クレストフォールン Crestfallen - 4:09
8. アペル+オランジュ Appels + Oranjes - 3:35
9. パグ Pug - 4:47
10. ザ・テイル・オブ・ダスティ&ピストル・ピート The Tale of Dusty and Pistol Pete - 4:35
11. アニー・ドッグ Annie-Dog - 3:38
12. シェイム Shame - 6:40
13. ビーホールド! ザ・ナイト・メア Behold! The Night Mare - 5:13
14. フォー・マーサ For Martha - 8:18
15. ブランク・ペイジ Blank Page - 4:58
16. 17 - 0:17

## 参加アーティスト
スマッシング・パンプキンズ
- ビリー・コーガン  - ボーカル、ギター、ピアノ、キーボード、製作、ミキシング、美術・デザイン監修
- ジェームス・イハ  - ギター、ボーカル
- ダーシー・レッキー  - ベース

追加ミュージシャン
- マット・キャメロン  - ドラム (For Martha)
- マット・ウォーカー  - ドラム (To Sheila, Ava Adore, Daphne Descends, Tear, The Tale of Dusty and Pistol Pete, Annie-Dog, Behold! The Night Mare)
- ジョーイ・ワロンカー  - ドラム (Perfect, Once Upon a Time, Pug)
- デニス・フレミオン  - コーラス (To Sheila, Behold! The Night Mare)
- ジミー・フレミオン  - コーラス (To Sheila, Behold! The Night Mare)
- ボン・ハリス  - プログラミング (#2, 3, 4, 5, 7, 8, 9, 13), コーラス(For Martha)
- ブラッド・ウッド  - 製作、エンジニアリング (#1, 2, 4, 6, 13, 15)、コーラス (Behold! The Night Mare)、オルガン (Blank Page)

スタッフ
- ロビー・アダムス  - エンジニアリング、ミキシング
- クリス・ブリックリー  - 録音補助
- フラッド  - 製作、ミキシング
- エリック・グリーディー  - ミキシング補助
- スティーヴ・ジョンソン  - 録音補助
- ロン・ロウィー  - 録音補助
- ジェイ・ニコラス  - ミキシング補助
- フランク・オリンスキー  - 美術・デザイン監修
- ネイル・ペリー  - エンジニアリング、ミキシング
- マット・プロック  - 録音補助
- クリス・シェパード  - エンジニアリング
- ジェミー・シーゲル  - ミキシング補助
- ビョルン・ソースラッド  - デジタル製作、エンジニアリング
- エド・ティンリー  - 録音補助
- アンディ・ヴァン・デット  - デジタル製作・編集
- ジェフ・ヴァーブ  - 録音補助
- ハウィー・ウェインバーグ  - マスタリング
- ハワード・C・ウィリング  - エンジニアリング、ミキシング補助
- ジョン・ウィドリックス  - ミキシング補助
- エレーナ・エムチュク  - 写真、美術・デザイン監修